# Clarice Falcão
Clarice Falcão, nome completo Clarice Franco de Abreu Falcão (Recife, 23 ottobre 1989), è un'attrice e cantante brasiliana, conosciuta per essere la protagonista della serie televisiva Eletta.

## Biografia
Clarice è nata a Recife, nel Pernambuco, il 23 ottobre 1989. Si è trasferita a San Paolo all'età di 4 anni, e a 6 anni si è spostata a Rio de Janeiro, dove ha vissuto da allora.  È figlia degli scrittori João Falcão e Adriana Falcão, e ha due sorelle, Tatiana e Isabel. 
Ha iniziato la sua carriera di cantante all'età di 13 anni col brano Para o Diabo Os Conselhos de Vocês per la colonna sonora del film Lisbela e o Prisioneiro. Nel 2007 ha vinto un concorso indetto da Google e YouTube con un cortometraggio intitolato Laços, diretto da Célio Porto e sua madre, e presentato al  Sundance Cinema Festival, in cui ha anche cantato Australia, brano da lei composto. Nel 2008, Clarice è apparsa nella sua prima telenovela, A Favorita. Nello stesso anno è entrata in una band chiamata Melodrama con suo cugino Ricco Viana.
Nel 2011, Clarice ha lavorato in una commedia televisiva chiamata Vendemos Cadeiras e trasmessa da Multishow. Nel 2012 e nel 2013 è stata attrice in diversi film.
Nel 2011 ha aumentato la sua presenza online con video di canzoni come A Gente Voltou e Qualquer Negócios. Ha pubblicato il suo primo EP chiamato Clarice Falcão - Singles su iTunes e contenente anche una cover della canzone YMCA dei Village People. Nel 2013 ha pubblicato il suo primo album su Internet, chiamato Monomania. È stata nominata per i Latin Grammy Awards del 2013 nella categoria Best New Artist.  Alla fine del 2015 Clarice ha registrato una cover della canzone Survivor delle Destiny's Child con tanto di videoclip.
Il secondo album da solista è stato pubblicato nel febbraio 2016: Problema Meu, questo il suo titolo, rappresenta una nuova fase nel percorso musicale di Clarice, con canzoni che hanno uno stile molto diverso dal disco di esordio. 
Il 23 febbraio 2018 ha pubblicato, in collaborazione con Kassin, uno dei produttori del suo secondo album Problema Meu, la canzone Coisinha Estúpida. Il 15 ottobre la cantante è stata una delle principali attrazioni musicali del BB DTVM Film Festival, che prevedeva proiezioni di film nazionali.
Il 28 marzo 2019 Clarice ha pubblicato Minha Cabeça, il primo singolo estratto dal suo terzo album in studio. La canzone è stata registrata a casa sua insieme ad amici e parla di amore e maturazione. Successivamente, il 4 aprile, ha pubblicato il videoclip del rispettivo brano, diretto da Lucas Cunha, che ha anche curato gli arrangiamenti.

## Vita privata
Ha sposato nel gennaio 2014 l'attore e scrittore Gregório Duvivier. Nel novembre dello stesso anno la coppia ha annunciato la fine del matrimonio.
Si è dichiarata atea e femminista.

## Filmografia

### Televisione
- Eletta (Eleita, 2022)

## Discografia

### Album
- Monomania (2013)
- Problema Meu (2016)
- Tem Conserto (2019)
- Truque (2023)